# Круча (комуна, Констанца)
Круча (рум. Crucea) — комуна у повіті Констанца в Румунії. До складу комуни входять такі села (дані про населення за 2002 рік):
- Белтеджешть (510 осіб)
- Гелбіорі (332 особи)
- Круча (1188 осіб) — адміністративний центр комуни
- Крішан (392 особи)
- Ступіна (771 особа)
- Сіріу (246 осіб)

Комуна розташована на відстані 169 км на схід від Бухареста, 51 км на північний захід від Констанци, 100 км на південь від Галаца.

## Населення
За даними перепису населення 2002 року у комуні проживали 3439 осіб.
Національний склад населення комуни:
| Національність   | Кількість осіб | Відсоток |
| ---------------- | -------------- | -------- |
| румуни           | 3404           | 99,0%    |
| турки            | 10             | 0,3%     |
| татари           | 10             | 0,3%     |
| цигани           | 6              | 0,2%     |
| росіяни-липовани | 6              | 0,2%     |
| угорці           | 1              | < 0,1%   |
| українці         | 1              | < 0,1%   |

Рідною мовою назвали:
| Мова      | Кількість осіб | Відсоток |
| --------- | -------------- | -------- |
| румунська | 3415           | 99,3%    |
| турецька  | 10             | 0,3%     |
| татарська | 6              | 0,2%     |
| російська | 5              | 0,1%     |
| циганська | 2              | 0,1%     |

Склад населення комуни за віросповіданням:
| Релігія        | Кількість осіб | Відсоток |
| -------------- | -------------- | -------- |
| православні    | 3366           | 97,9%    |
| римо-католики  | 46             | 1,3%     |
| мусульмани     | 21             | 0,6%     |
| баптисти       | 3              | 0,1%     |
| греко-католики | 2              | 0,1%     |
| п'ятдесятники  | 1              | < 0,1%   |

## Зовнішні посилання
- Дані про комуну Круча на сайті Ghidul Primăriilor [Архівовано 22 жовтня 2010 у Wayback Machine.]